# Marsilietto da Carrara
Pour les articles homonymes, voir da Carrara.
Pour les autres membres de la famille, voir Maison da Carrara.
Marsilietto de Carrara (Padoue, ? - 1345) est un seigneur italien du Moyen Âge. 

## Biographie
Parent éloigné d'Ubertino da Carrara, Marsilietto de Carrara fut désigné par ce prince pour lui succéder ; mais à peine avait-il été reconnu seigneur de Padoue, qu'il fut assassiné par Jacopo II da Carrara, neveu de Jacopo da Carrara.

## Source
Marie-Nicolas Bouillet  et Alexis Chassang (dir.), « Marsilietto da Carrara » dans Dictionnaire universel d’histoire et de géographie, 1878 (lire sur Wikisource)